# Ryszard Wiese
Ryszard Wiese (ur. 3 lutego 1937 w Bydgoszczy, zm. 16 grudnia 2013 tamże) – polski działacz szachowy, z wykształcenia ekonomista.

## Życiorys
W latach 70. i 80. XX wieku należał do najbardziej aktywnych organizatorów życia szachowego w Polsce. W latach 1976–1984 był członkiem Zarządu Polskiego Związku Szachowego, pełniąc funkcję przewodniczącego Komisji Organizacyjnej. Równolegle pracował w Radzie Dyrektorów Turniejów Międzynarodowych, organizując w Bydgoszczy m.in. pięć turniejów kobiecych w obsadzie międzynarodowej (jednym z nich był zorganizowany w 1980 r. turniej strefowy – eliminacja mistrzostw świata kobiet). 
Był prekursorem wprowadzenia nauki szachów do szkół, z jego inicjatywy przedmiot ten został po raz pierwszy w Polsce wprowadzony w Szkole Podstawowej nr 29 w Bydgoszczy, jako przedmiot fakultatywny. 
W 1974 r. wszedł do Zarządu nowo powstałego klubu „Formet” Bydgoszcz. W kolejnych latach pełnił funkcję wiceprezesa, a następnie prezesa tego klubu. W tym okresie zajmował stanowisko dyrektora ekonomicznego Fabryki Form Metalowych „Formet”, a w 1980 r. objął stanowisko dyrektora fabryki.
Z jego inicjatywy, w rocznicę 50-lecia PZSzach, rozpoczęto w Polsce produkcję plastikowych kompletów figur szachowych, co rozwiązało ówczesny problem ich braku w kraju. Figury te zostały opatentowane, a następnie produkowane na formach „Formetu” w „Polsporcie”. Były wykorzystane m.in. na turnieju strefowym (Bydgoszcz 1980) oraz podczas memoriału Akiby Rubinsteina (Polanica-Zdrój 1977). Kolejną inicjatywą Ryszarda Wiesego było rozpoczęcie produkcji magnetycznych tablic demonstracyjnych.
W 1982 r. został kierownikiem sekcji szachowej klubu „Chemik” Bydgoszcz, który w niedługim czasie awansował do ścisłej krajowej czołówki, pomiędzy 1982 a 1996 r. trzynastokrotnie występując w rozgrywkach I ligi (wówczas najwyższej klasy rozgrywkowej) drużynowych mistrzostw Polski. „Chemik” trzykrotnie zdobył medale DMP: srebrny (Jaszowiec 1984) oraz dwa brązowe (Gdynia 1982, Kule 1983). Oprócz tego, juniorzy klubu dwukrotnie zdobyli złote medale drużynowych mistrzostw Polski juniorów (Słupsk 1983, Andrychów 1984). 
Ryszard Wiese był powszechnie znany jako mecenas bydgoskich szachów i jeden z twórców ich sukcesów. Jego córka, Małgorzata, przez wiele lat należała do ścisłej czołówki polskich szachistek, była m.in. dziewięciokrotną medalistką indywidualnych mistrzostw Polski (w tym mistrzynią Polski, Sandomierz 1985) oraz sześciokrotną olimpijką (w tym brązową medalistką olimpijską, Valletta 1980).